# Andrew Howard

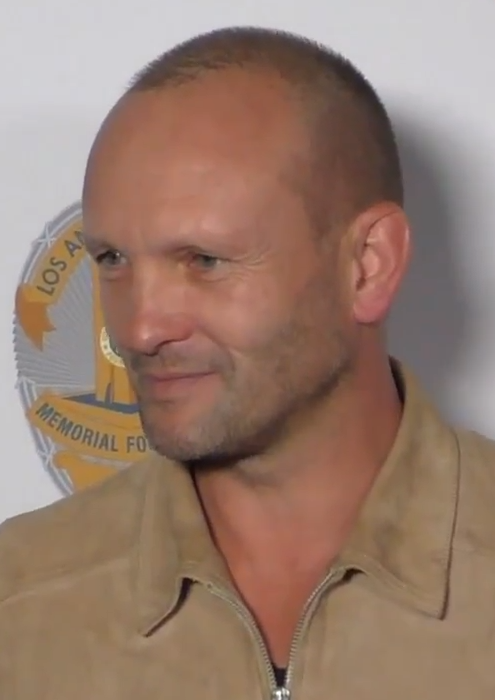
Andrew Howard (2016)

Andrew Howard (* 12. Juni 1969 in Cardiff) ist ein walisischer Schauspieler.

## Leben und Karriere
Andrew Howard stammt aus der walisischen Hauptstadt Cardiff. Er besuchte das Cygnet Theatre, eine Schauspielschule in der Stadt Exeter. In den 1980er Jahren stand er erstmals auf der Theaterbühne. Seine Arbeiten umfassen Inszenierungen von Stücken wie A Clockwork Orange und Peer Gynt. Unter anderem trat er am Royal National Theatre in London auf.
Seine ersten Schauspielrollen vor der Kamera übernahm er in den 1990er Jahren in seiner britischen Heimat. 1999 stand er für eine Inszenierung des Stücks Der Kirschgarten vor der Kamera. 2001 spielte er die Hauptrolle des Jon im britischen Kriminalfilm Mr In-Between, wofür er beim Tokyo International Film Festival als Bester Hauptdarsteller geehrt wurde, und trat zudem in einer kleinen Rolle in der Serie Band of Brothers – Wir waren wie Brüder auf. 2002 übernahm er eine kleine Rolle im Thriller Below. Im 2003 veröffentlichten Fernsehfilm The Lion in Winter stellte er, an der Seite von Patrick Stewart und Glenn Close, Richard Löwenherz dar. 2005  trat er in Guy Ritchies Gangsterfilm Revolver als Billy auf. Ein Jahr später stellte er im Kriegsfilm The Last Mission – Das Himmelfahrtskommando die Figur des Capt. Edward Banks dar. 2007 wirkte er im Filmdrama Cassandras Traum mit. Im 2010 veröffentlichten I Spit on Your Grave von Regisseur Steven R. Monroe stellte Howard Sheriff Storch dar. Anschließend trat er im Film Ohne Limit auf. 2011 spielte er einen russischen Gangster in der Filmkomödie Hangover 2
Seine Gastauftritte im Fernsehen seit 2010 umfassen unter anderem die Serien CSI: Vegas, Law & Order: Special Victims Unit, Burn Notice, Hatfields & McCoys, Navy CIS: L.A., Copper – Justice is brutal, Boardwalk Empire, Elementary, Banshee – Small Town. Big Secrets., The Blacklist, Lizzie Borden – Kills!, Proof, 24: Legacy und The Brave. Im Actionfilm 96 Hours – Taken 3 aus dem Jahr 2014 stellte Howard den Gangster Maxim dar. 2015 übernahm er wiederkehrende Rollen in den Serien Marvel’s Agents of S.H.I.E.L.D. und Agent X. Von 2015 bis 2016 gehörte er in der Rolle des Will Decody zur Besetzung der dritten und vierten Staffel der Serie Bates Motel, die in der ersten Staffel noch von Ian Hart verkörpert wurde.
Zwischen 2014 und 2016 spielte er als Dandy Johnny Shea eine kleine Rolle in der Serie Hell on Wheels. 2016 war er als Anton Masovich in der Actionkomödie Die wahren Memoiren eines internationalen Killers zu sehen. Auch im Jahr darauf hatte er mit CHiPs einen Auftritt in einer Komödie. 2018 gehörte er zur Besetzung des Horrorfilms Wahrheit oder Pflicht. Von 2018 bis 2019 war er zudem als Kraley in The Oath und als Cedric Wythers in The Outpost zu sehen. Im französischen Spielfilm Anna von Regisseur Luc Besson stellte er 2019 Oleg Vilenkov dar. In der Serie Watchmen übernahm er 2019 die Rolle des Red Scare.
Howard lebt mit seiner Frau und einem gemeinsamen Kind in Los Angeles. Sein Schaffen umfasst bislang mehr als 70 Film- und Fernsehproduktionen.

## Filmografie (Auswahl)
- 1994: Law and Disorder (Fernsehserie, Episode 1x06)
- 1994: The Lifeboat (Fernsehserie, Episode 1x01)
- 1999: North West One (Kurzfilm)
- 1999: Shades
- 1999: Der Kirschgarten (The Cherry Orchard)
- 2000: Rancid Aluminium
- 2001: Mr In-Between
- 2001: Band of Brothers – Wir waren wie Brüder (Band of Brothers, Miniserie, 2 Episoden)
- 2002: Shooters
- 2002: Moonlight
- 2002: Below
- 2003: The Lion Winter (Fernsehfilm)
- 2004: One Perfect Day
- 2005: Heights
- 2005: Revolver
- 2006: The Last Mission – Das Himmelfahrtskommando (The Last Drop)
- 2007: Cassandras Traum (Cassandra's Dream)
- 2007: The Devil's Chair
- 2008: Love Me Still
- 2009: Blood River
- 2009: Transformers – Die Rache (Transformers: Revenge of the Fallen)
- 2010: Pig
- 2010: I Spit on Your Grave
- 2010: Luster
- 2011: CSI: Vegas (CSI: Crime Scene Investigation, Fernsehserie, Episode 11x12)
- 2011: Ohne Limit (Limitless)
- 2011: Law & Order: Special Victims Unit (Fernsehserie, Episode 12x24)
- 2011: Hangover 2 (The Hangover Part II)
- 2011: Burn Notice (Fernsehserie, 3 Episoden)
- 2012: Girls Against Boys
- 2012: Hatfields & McCoys (Miniserie, 3 Episoden)
- 2012: Junkie
- 2012–2013: Navy CIS: L.A. (NCIS: Los Angeles, Fernsehserie, 2 Episoden)
- 2013: Copper – Justice is brutal (Copper, Fernsehserie, 3 Episoden)
- 2013: Boardwalk Empire (Fernsehserie, Episode 4x03)
- 2013: Ironside (Fernsehserie, Episode 1x05)
- 2014: Elementary (Fernsehserie, Episode 2x12)
- 2014: Banshee – Small Town. Big Secrets. (Banshee, Fernsehserie, Episode 2x06)
- 2014: Under Milk Wood (Fernsehfilm, Stimme)
- 2014: The Blacklist (Fernsehserie, Episode 1x22)
- 2014: Bipolar
- 2014: 96 Hours – Taken 3
- 2014–2016: Hell on Wheels (Fernsehserie, 7 Episoden)
- 2015: Lizzie Borden – Kills! (The Lizzie Borden Chronicles, Miniserie, 2 Episoden)
- 2015: Proof (Fernsehserie, Episode 1x04)
- 2015: Marvel’s Agents of S.H.I.E.L.D. (Fernsehserie, 6 Episoden)
- 2015: Agent X (Fernsehserie, 8 Episoden)
- 2015–2016: Bates Motel (Fernsehserie, 8 Episoden)
- 2016: The Afghan
- 2016: Crow – Rächer des Waldes (Crow)
- 2016: Die wahren Memoiren eines internationalen Killers (True Memoirs of an International Assassin)
- 2017: 24: Legacy (Fernsehserie, Episode 1x05)
- 2017: CHiPs
- 2017: The Brave (Fernsehserie, Episode 1x03)
- 2018: Wahrheit oder Pflicht (Truth or Dare)
- 2018–2019: The Oath (Fernsehserie, 8 Episoden)
- 2018–2019: The Outpost (Fernsehserie, 13 Episoden)
- 2019: Anna
- 2019: Watchmen (Miniserie, 7 Episoden)
- 2020: Perry Mason (Fernsehserie, 8 Episoden)
- 2020: Tenet
- 2020: The American King
- 2020: Two Distant Strangers (Kurzfilm)
- 2021: Mayor of Kingstown (Fernsehserie, 5 Episoden)
- 2024: Echo (Fernsehserie, 3 Episoden)
- 2025: The Accountant 2